# Andrew Alford
Andrew Alford (Samara, 5 de agosto de 1904 — 25 de janeiro de 1992) foi um engenheiro eletrônico e inventor estadunidense.
Criou e desenvolveu antenas para sistemas de navegação por rádio, utilizados atualmente em VOR e ILS. 

## US Patents
- U.S. Patent 2 682 050 Localizer Antenna System